# MO S-4 „U šedé vily”

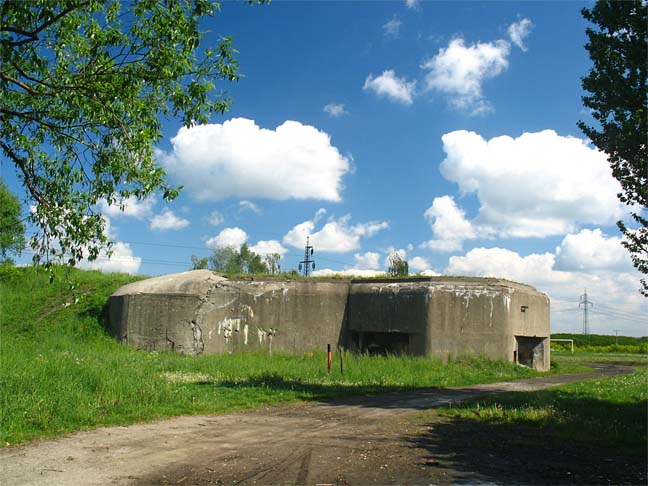
MO S-4 „U šedé vily” (2003)

MO S-4 „U šedé vily” („przy szarej willi”) – fort dla piechoty w Boguminie (Czechy), położony w dzielnicy Stary Bogumin. Stanowił część czechosłowackich umocnień wojennych wybudowanych w latach 1935–1938, wchodząc w skład fortyfikacji wokół Bogumina (łącznie 8 bunkrów, z czego 7 zrealizowanych) na linii umocnień Ostrawskich. Miał bronić drogi biegnącej od przejścia granicznego Chałupki-Bogumin do Nowego Bogumina.

## Opis
Bunkier, zaprojektowany w 1935, został postawiony wiosną 1936 roku (betonowanie odbyło się w dniach 15–23 marca 1936). Położony jest na wysokości 200 m n.p.m. Objętość betonu w konstrukcji wynosi 2702 m³. Posiada tylko jeden poziom i mógł pomieścić do 45 osób (w tym 4 na stanowiskach artyleryjskich). Uzbrojony był w cztery kopuły pancerne, w tym dwie bojowe z których każda wyposażona była w jedną armatę wzór 36 oraz jeden karabin maszynowy wzór 26. Prawa kopuła bojowa była ponadto wyposażona w dwa ciężkie karabiny maszynowe wzór 37. We wnętrzu fortyfikacji znajdowała się studnia głęboka na 7,6 m. Na zewnątrz był jeden, mały rów diamentowy. Od 2002 roku schron znajduje się pod opieką bogumińskiego Klubu Historii Wojskowej (KVH). Od roku 2008, po przejęciu od wojska jest własnością miasta Bogumin, a wieloletnią umowę wynajmu za symboliczną kwotę posiada KVH. Obiekt obecnie jest zamknięty dla zwiedzających, choć zaangażowany w jego konserwację klub ma w zamiarze udostępnienie go turystom i wystawianie w nim ekspozycji.